# Seldovia Village
Seldovia Village  est une localité d'Alaska (CDP) aux États-Unis, appartenant au Borough de la péninsule de Kenai. Sa population était de 165 habitants en 2010.
Elle est située sur la rive sud de la baie Kachemak, au nord-est de Seldovia à 15 minutes d'Homer et 45 minutes d'Anchorage à vol d'oiseau.
Les températures moyennes vont de −11 °C à −6 °C en janvier et de 9 °C à 18 °C en juillet.
Les habitants sont en partie des descendants des peuples Dena'ina et Alutiiq.
L'économie locale est une économie de subsistance à base de pêche et de culture maraîchère. Les écoliers se rendent à Seldovia.

## Démographie
| 2000 | 2010 | - | - | - | - |
| ---- | ---- | - | - | - | - |
| 144  | 165  | - | - | - | - |